# هيرب روبرتسون
هيرب روبرتسون (بالإنجليزية: Herb Robertson)‏ هو عازف جاز أمريكي، ولد في 21 فبراير 1951 في بلينفيلد في الولايات المتحدة.

## وصلات خارجية
- هيرب روبرتسون على موقع ميوزك برينز (الإنجليزية)
- هيرب روبرتسون على موقع أول ميوزيك (الإنجليزية)
- هيرب روبرتسون على موقع ديسكوغز (الإنجليزية)